# Reconocimiento médico

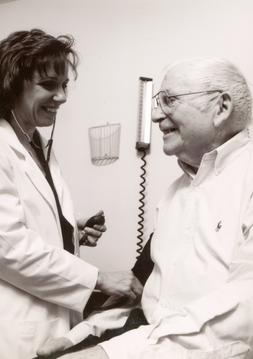
Tomando la tensión arterial.

Reconocer es examinar a alguien para averiguar el estado de su salud o para diagnosticar una presunta enfermedad.
Reconocimiento médico o clínico es el examen que se realiza para averiguar el estado de salud de una persona.
Es parte del método clínico, considerándolo como el proceso o secuencia ordenada de acciones que los médicos han desarrollado para generar su conocimiento desde el comienzo de la era científica. Es el método científico aplicado a la práctica clínica. Es el orden recorrido para estudiar y comprender el proceso de salud y de enfermedad de un sujeto en toda su integridad social, biológica y psicológica. 

## Contenido
Se realiza un examen médico general ordenado dentro del contexto de una entrevista clínica y consta de:
1. Anamnesis (medicina) es la reunión de datos subjetivos, relativos a un paciente, que comprenden antecedentes familiares y personales, signos y síntomas que experimenta en su enfermedad, experiencias y, en particular, recuerdos, que se usan para analizar su situación clínica.
2. Exploración física o examen físico es el conjunto de procedimientos o habilidades de la ciencia de la semiología clínica, que realiza el médico al paciente, para obtener un conjunto de datos objetivos o signos que estén relacionados con el motivo de consulta que refiere el paciente.
3. Pruebas complementarias o exploración complementaria es una prueba diagnóstica que solicita el médico, para confirmar o descartar un diagnóstico clínico. Las pruebas complementarias o exámenes diagnósticos deben ser solicitadas para una indicación clínica específica, deben ser lo bastante exactas como para resultar eficaces en esa indicación y deben ser lo menos costosas y peligrosas posible. Ninguna prueba diagnóstica es totalmente exacta y los resultados de todas ellas suelen plantear problemas de interpretación.

Toda la información socio-sanitaria recogida se registra en la historia clínica, en la actualidad en la historia clínica electrónica. El historial médico proporciona información relevante para diagnosticar enfermedades o problemas de salud. También sirve para elaborar informes médicos, y certificados sobre el estado de salud de una persona.

## Clasificación
- Según lo que abarca: parcial (un órgano, un aparato, un sistema) o general (completo físico y psíquico).
- Según la frecuencia de realización: ocasional, o periódico (semestral, anual, etc.).
- Según quien lo solicita: a demanda del paciente, una institución sanitaria, empresarial, deportiva, judicial, etc.
- Según quien lo realiza: médico, forense, óptico, psiquiatra, etc.

## Chequeo
Es una revisión médica completa que se realiza a intervalos periódicos.
La palabra chequeo se deriva del inglés checkup (reconocimiento médico). En español tiene dos acepciones:
1. Examen, control, cotejo.
2. Reconocimiento médico general.

El origen del examen médico periódico no está totalmente claro. Parece que se han aplicado desde 1920. Algunos autores señalan que se iniciaron en el siglo XIX y principios del siglo XX para la detección temprana de enfermedades como la tuberculosis, y los reconocimientos médicos a los escolares. La implantación de los seguros médicos y las influencias comerciales parecen haber promovido el chequeo, mientras que esta práctica es objeto de controversia en la época de la medicina basada en pruebas. Varios estudios sobre chequeos han sido formulados antes de las actuales recomendaciones científicas, lo que limita la aplicabilidad y garantía de estos estudios en la práctica actual.

### Precauciones
En la actualidad los reconocimientos médicos periódicos están cuestionados científicamente por:
- ser considerados como una intervención médica innecesaria, por la falta de aval científico.
- las limitaciones de este tipo de estudios, al presentar falsos positivos y falsos negativos. Es decir, resultados falsamente normales y falsamente anormales.
- los riesgos y complicaciones para la salud de las personas sometidas a sus intervenciones, al originar medicalización, y cascadas diagnósticas y terapéuticas.
- el predominio del interés comercial sobre el sanitario. Hay numerosas empresas dedicada a este tipo de "negocio sanitario".

### Tipos
De conducir
Son los reconocimientos médicos periódicos realizados para obtener o renovar el permiso de conducir.
Del niño sano
Es el denominado "Programa del niño sano", que incluye reconocimiento médico periódico encaminado a descubrir malformaciones congénitas, o alteraciones en el desarrollo psicofísico durante la infancia.
Escolar
Son los reconocimientos médicos periódicos realizados en los colegios o institutos.
Ginecológico
Son los reconocimientos médicos periódicos realizados por los ginecólogos a las mujeres.
Laboral
Orientado a prevenir los riesgos laborales de los trabajadores. El reconocimiento médico será el adecuado al puesto de trabajo de que se trate. La empresa vendrá obligada a realizar reconocimiento médico previo a la admisión y reconocimientos médicos periódicos a todos los trabajadores a su servicio, al menos una vez al año. Los reconocimientos periódicos posteriores al de admisión serán de libre aceptación para el trabajador, si bien, a requerimiento de la empresa, deberá firmar la no aceptación cuando no desee someterse a dichos reconocimientos.